# Topologische onderscheidbaarheid
In de topologie, een deelgebied van de wiskunde, zijn twee punten binnen een topologische ruimte X topologisch ononderscheidbaar, als deze twee punten precies dezelfde omgevingen hebben. Concreet: als x en y punten in X zijn en A de verzameling van omgevingen is waar punt x deel van uitmaakt, en B de verzameling is van alle omgevingen waar punt y deel van uitmaakt, zijn x en y "topologisch ononderscheidbaar" dan en slechts dan als A = B.
Twee punten die niet topologisch ononderscheidbaar zijn, noemen we topologisch onderscheidbaar.
Intuïtief zijn twee punten topologisch ononderscheidbaar als de topologie van X niet in staat is om onderscheid te maken tussen de twee punten.